# Yacimiento rupestre de Sáchica

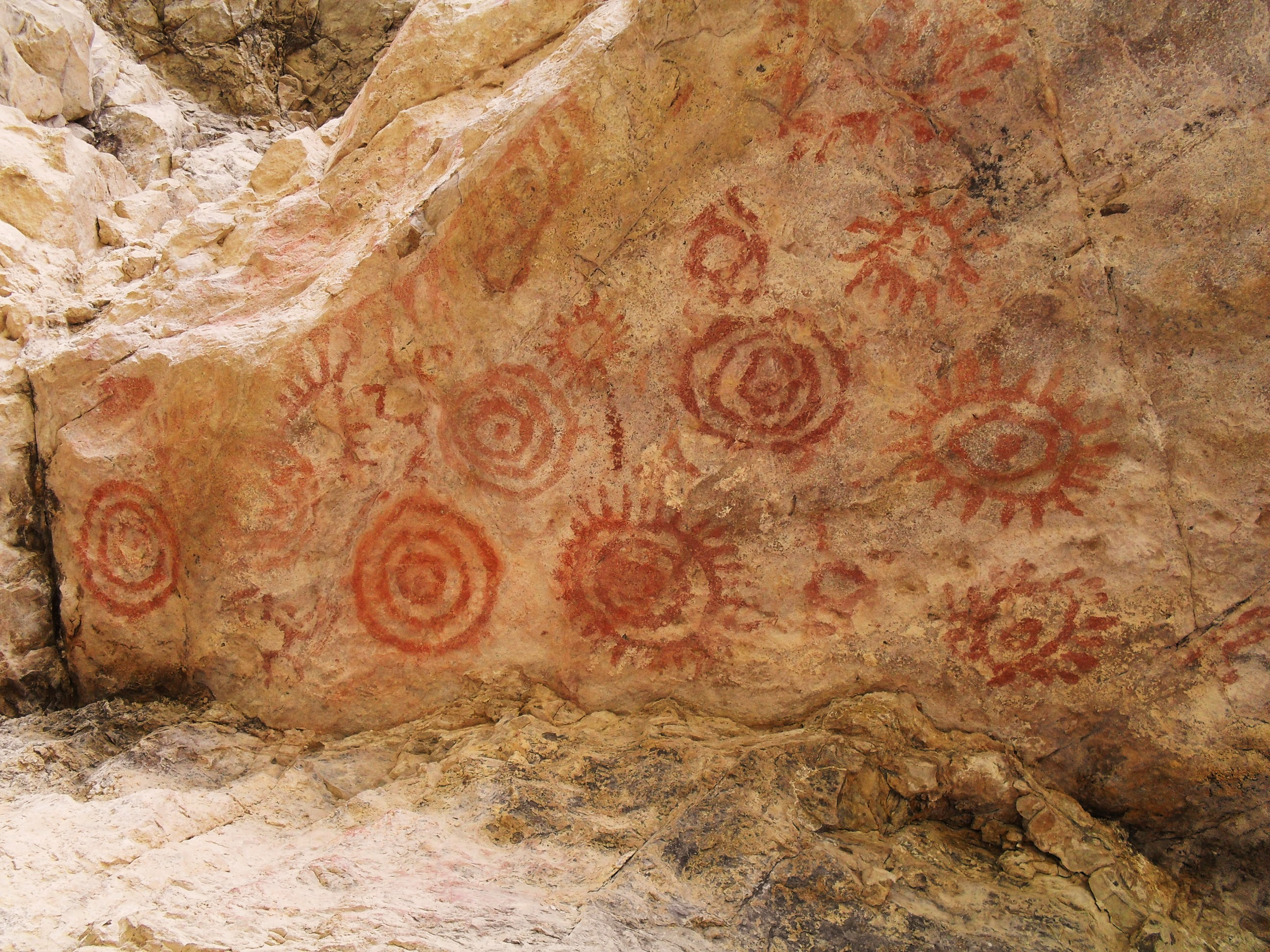
Pinturas rupestres de Sáchica, con predominio de formas redondas y radiadas elaboradas con pigmento rojo

El yacimiento rupestre de Sáchica es un conjunto de pinturas rupestres, de origen precolombino ubicadas en una formación rocosa en Colombia. Este sitio arqueológico está situado en el municipio de Sáchica departamento de Boyacá, en un pequeño cañón a la orilla derecha del río Sáchica.

## Origen
El yacimiento hace parte de una gran cantidad de creaciones de los nativos americanos documentados a lo largo de la geografía colombiana, especialmente en el altiplano Cundiboyacence.
No existe certeza sobre el autor o autores de este conjunto de pictogramas, su significado, ni de su antigüedad; el sitio coincide con asentamientos de los arawak y los chibchas, documentados después del siglo IV d. C..

## Historia
En 1961 el antropólogo Eliécer Silva Célis, entonces investigador del Instituto Colombiano de Antropología e Historia (ICANH), interpretó las pinturas de la siguiente manera:

"En los dibujos pintados de Sáchica tenemos, pues, a más de unas pocas representaciones naturalistas (plantas): un conjunto ordenado de caras humanas; una asociación de simbolismos de forma circular; una composición que constituye un caso de posture languaje, y símbolos convencionales de naturaleza compleja relacionados, sin duda, unos con la magia y con la religión, otros con los astros dominantes del universo, en fin, otros con personajes (sacerdotes, jefes, caudillos, ancestros o deidades personificadas), que debieron ser los dispensadores del bien, la seguridad y la dicha del pueblo chibcha"

## Descripción

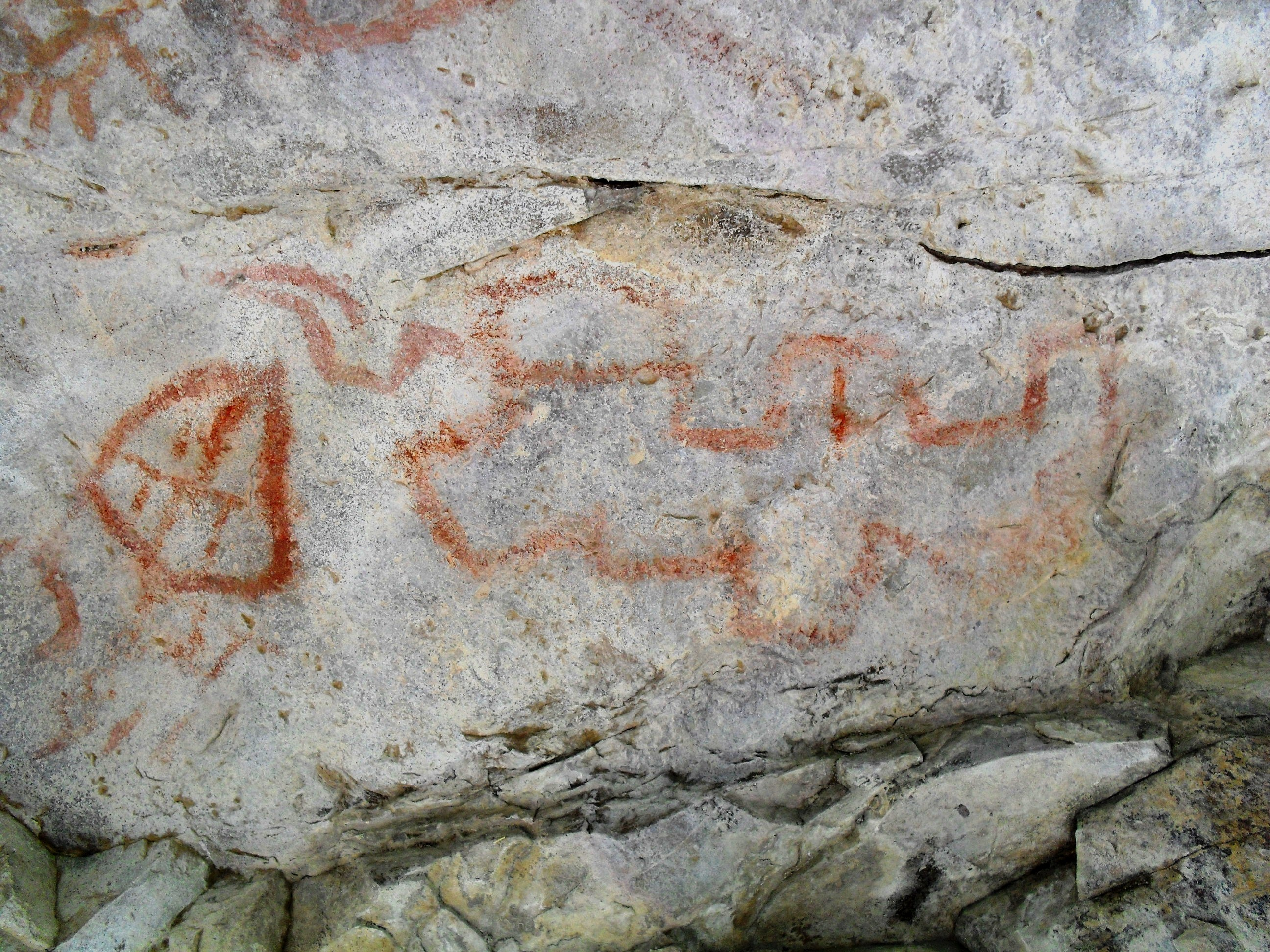
Imágenes lineales del Yacimiento Rupestre de Sáchica.

El conjunto de pinturas, se ubican en varios grupos claramente definidos, en un trayecto de aproximadamente 40 metros de la formación rocosa, parcialmente resguardado de los efectos ambientales. Se han descrito 14 grupos diferentes de pinturas, predominantemente elaborados en color rojo y algunas de color negro. Dentro de los esquemas dibujados se visualizan diferentes figuras que recuerdan rostros y figuras humanoides, la imagen del sol, vegetales y otras ininteligibles, de las cuales en líneas generales se desconocen su significado.

## Destrucción y alteración
Este yacimiento al igual que la mayor parte de las pinturas rupestres y petroglifos en Colombia, se encuentra en peligro permanente de ser destruido o alterado, ya sea por parte de los pobladores y visitantes que desconocen el valor histórico de estos gráficos, o por investigadores inexpertos.